# Йосиф Фаденхехт
Йосиф Максимов Фаденхехт е български юрист и политик от еврейски произход. Дългогодишен преподавател по гражданско право, той е и един от водачите на Демократическия сговор през 20-те години на 20 век.

## Биография
Йосиф Фаденхехт е роден през 1873 година в Ерзурум в семейство на ашкеназки евреи. Завършва гимназия в София, а през 1897 година - право в Лайпцигския университет. След специализация в Италия, от 1899 година е преподавател по гражданско право във Висшето училище (днес Софийски университет „Свети Климент Охридски“). Работи като адвокат. От 1906 година е действителен член на Българското книжовно дружество (днес Българска академия на науките).
Фаденхехт се включва в политическия живот като активен участник в Радикалдемократическата партия и от 1911 година многократно е избиран за народен представител. През 1918 година е министър на правосъдието в третото правителство на Александър Малинов. От 1920 г. е преподавател в Свободния университет за политически и стопански науки – днес УНСС. През 1920-1922 година е общински съветник в София. При управлението на Александър Стамболийски през 1923 г. е обвинен за политическата си дейност от Народното събрание. След Деветоюнския преврат през 1923 година е част от крилото на радикалите, което се присъединява към Демократическия сговор в парламента, и през следващите години е сред най-видните привърженици на политиката на Андрей Ляпчев. Близък приятел на публициста от еврейски произход Йосиф Хербст, първи директор на БТА, изчезнал безследно в дните на белия терор от края на април 1925 г.  
От 1931 до 1939 година Йосиф Фаденхехт е председател на Съюза на българските адвокати. По време на т.нар. Народен съд поема защитата на някои от обвиняемите.
Йосиф Фаденхехт умира през 1953 година в София.

## Личен живот
Негова дъщеря е Анна Фаденхехт, българска общественичка и съпруга на режисьора Стефан Сърчаджиев и майка на актьора Йосиф, Богдан и Николай Сърчаджиеви.

## Памет
На Йосиф Фаденхехт е наречена улица в квартал „Кръстова вада“ в София (Карта).